# Franziska Bremer
Franziska Bremer (ur. 27 czerwca 1985 w Chociebużu) – niemiecka siatkarka, grająca na pozycji środkowej. Od sezonu 2010/2011 występowała w niemieckiej Bundeslidze, w drużynie VC Stuttgart. Po zakończeniu sezonu 2013/2014 postanowiła zakończyć siatkarską karierę.

## Sukcesy klubowe
Puchar Niemiec:
- 2011[2]